# Sărbătoarea
Sărbătoarea – wieś w Rumunii, w okręgu Dolj, w gminie Bucovăț. W 2011 roku liczyła 745 mieszkańców.